# Rue Legrand
La rue Legrand est une voie du 19e arrondissement de Paris, en France.

## Situation et accès
La rue Legrand est une voie publique située dans le 19e arrondissement de Paris. Elle débute au 12, rue Burnouf et se termine au 83, avenue Simon-Bolivar.

## Origine du nom
Cette voie est nommée d'après le nom du propriétaire des terrains sur lesquels elle a été ouverte.

## Historique
Cette voie était située dans l'ancienne commune de Belleville jusqu'à son rattachement à la voirie parisienne par un décret du 23 mai 1863.
Élargie par la Ville de Paris, cette voie aboutissait autrefois boulevard de la Villette. Une partie en a été supprimée vers 1881 par l'ouverture de la rue Burnouf. 